# St Edmund the King and Martyr

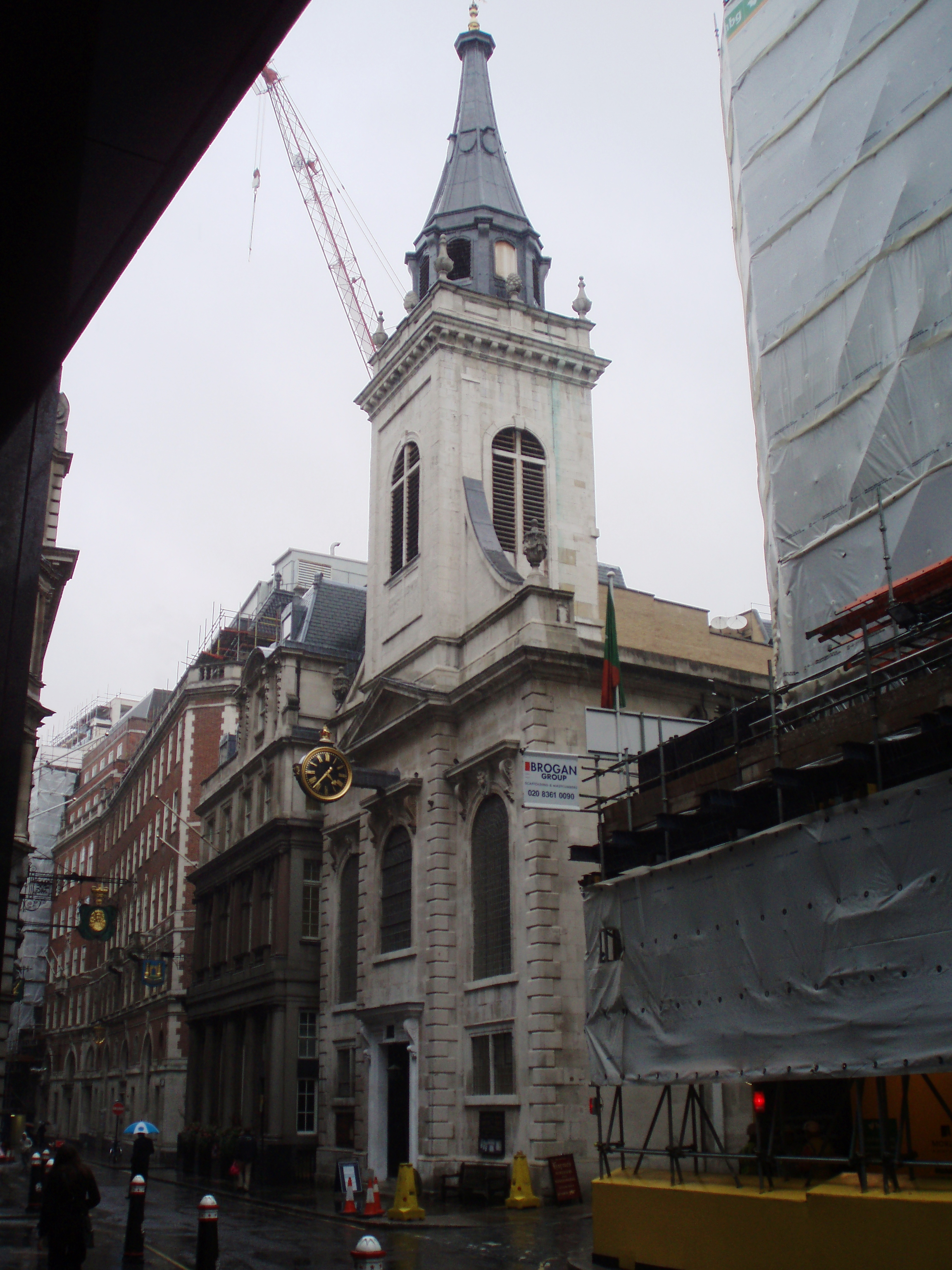
St Edmund the King and Martyr

St Edmund the King and Martyr  ist ein anglikanisches Kirchengebäude in der Lombard Street im Londoner Innenstadtbezirk City of London.

## Geschichte

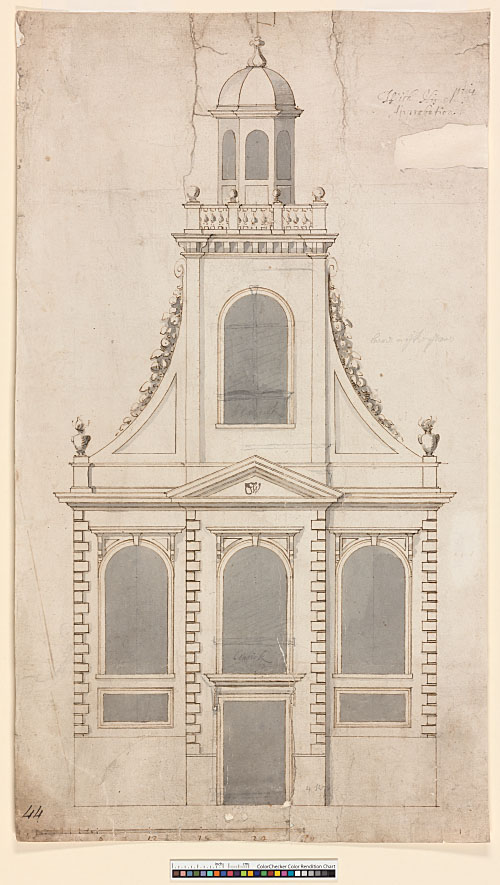
Fassadenzeichnung

Ein das Patrozinium des heiliggesprochenen frühmittelalterlichen Königs Edmund von Ostanglien tragendes Kirchengebäude ist quellenmäßig seit dem 13. Jahrhundert belegt. Beim Großen Brand von London 1666 wurde der mittelalterliche Kirchenbau zerstört und anschließend von 1670 bis 1679 durch Christopher Wren bzw. seinen Mitarbeiter Robert Hooke wiederaufgebaut, seine originale Fassadenzeichnung ist im All Souls College in Oxford erhalten. Der in den Kirchenbau integrierte Turm erhielt bis 1706 seinen Aufsatz mit leicht geschweifter Helmpyramide. Der Kirchenraum stellt einen nicht unterteilten einfachen Saalraum dar.
Seit 2001 beherbergt die 1864 von William Butterfield wiederhergestellte Kirche das London Centre for Spirituality.